# Márcio Amoroso
Márcio Amoroso (sinh ngày 5 tháng 7 năm 1974) là một cầu thủ bóng đá người Brasil.

## Đội tuyển bóng đá quốc gia Brasil
Márcio Amoroso thi đấu cho đội tuyển bóng đá quốc gia Brasil từ năm 1995-2003.

## Thống kê sự nghiệp
| Đội tuyển bóng đá Brasil | Đội tuyển bóng đá Brasil | Đội tuyển bóng đá Brasil |
| Năm                      | Trận                     | Bàn                      |
| ------------------------ | ------------------------ | ------------------------ |
| 1995                     | 1                        | 0                        |
| 1996                     | 0                        | 0                        |
| 1997                     | 0                        | 0                        |
| 1998                     | 1                        | 2                        |
| 1999                     | 10                       | 7                        |
| 2000                     | 3                        | 0                        |
| 2001                     | 0                        | 0                        |
| 2002                     | 1                        | 0                        |
| 2003                     | 3                        | 0                        |
| Tổng cộng                | 19                       | 9                        |